# Cylitl
Cylitl (ros. Цилитль) – wieś w Rosji, w Dagestanie, w rejonie gumbietowskim. W 2010 liczyła 518 mieszkańców, głównie Awarów.